# Physostegia godfreyi
Physostegia godfreyi là một loài thực vật có hoa trong họ Hoa môi. Loài này được P.D.Cantino miêu tả khoa học đầu tiên năm 1979.